# Edgar Rice Burroughs
Edgar Rice Burroughs (Chicago, 1 de setembro de 1875 — Encino, 19 de março de 1950) foi um escritor norte-americano, conhecido pela criação dos personagem Tarzan e John Carter.

## Biografia

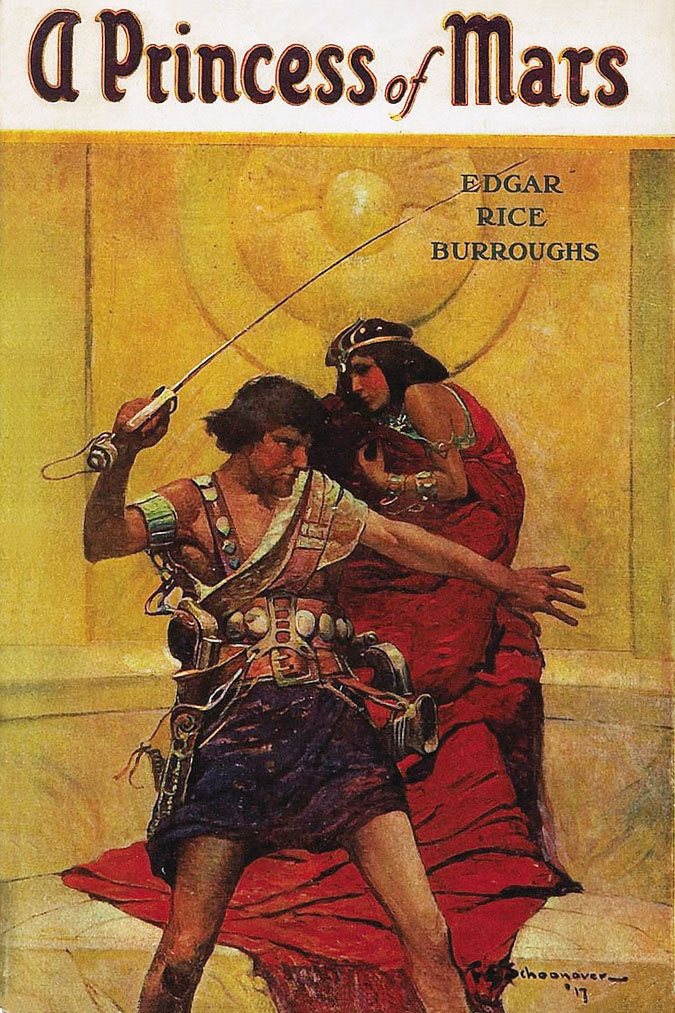
Capa da primeira edição em formato de livro de "Uma Princesa de Marte" (McClurg, 1917). Ilustração de Frank E. Schoonover.

Edgar Rice Burroughs nasceu no ano de 1875 em Chicago, nos EUA. Foi o criador de Tarzan e de John Carter, herói da Guerra Civil Americana que foi misteriosamente transportado para o planeta Marte. Ao chegar, John Carter descobre que a menor gravidade do planeta lhe conferiu força e agilidade sobre-humanas. Essa destreza o ajuda a conquistar a lealdade dos Tharks, uma tribo nômade de alienígenas verdes de seis membros, com características guerreiras. O planeta Marte de Edgar Rice Burroughs é um mundo desértico, um planeta moribundo que se vê envolvido no conflito entre os "Marcianos Verdes", ou Tharks, e os "Marcianos Vermelhos", um grupo de humanoides que habitam uma rede frouxa de cidades-estado e controlam os canais e a agricultura do planeta. John Carter logo se vê envolvido no conflito político entre as duas cidades-estados "Marcianas Vermelhas", Zodanga e Helium, ao resgatar e se apaixonar pela bela Dejah Thoris, Princesa de Helium. A série de ficção cientifica foi escrita inicialmente como contos, iniciados em 1912, e depois se transformaria numa coleção de 11 livros. Ele também foi jornalista antes de se tornar escritor. Ao morrer, em 1950, Burroughs foi enterrado numa pequena cidade do estado da Califórnia chamada Tarzana.

## Bibliografia

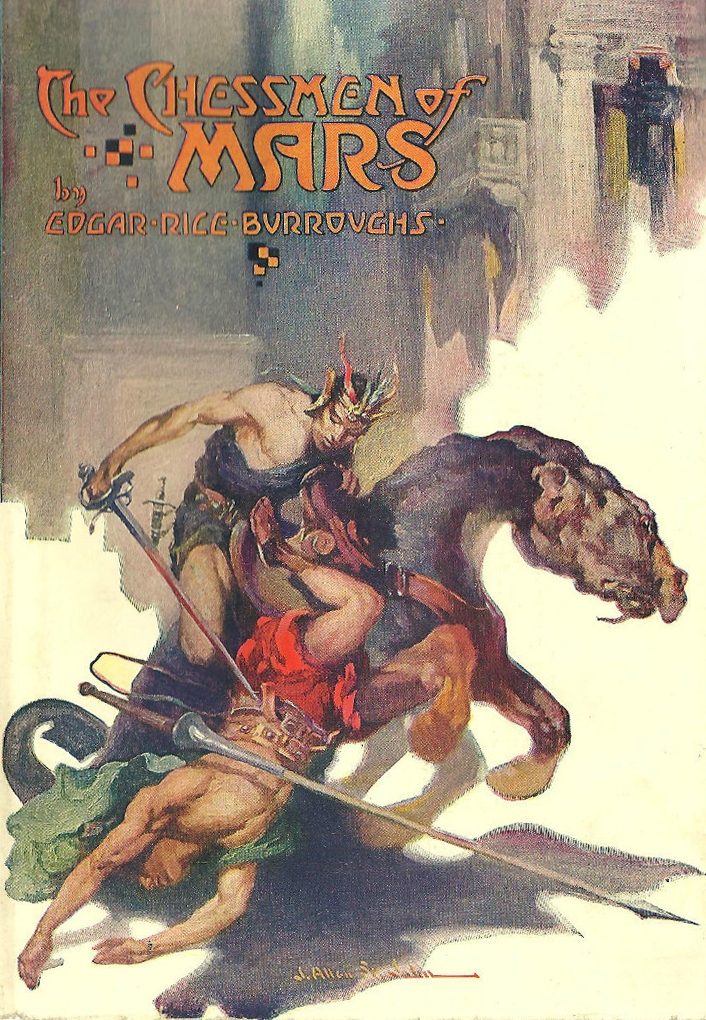
Capa de The Chessmen of Mars, McClurg, 1922, arte de J. Allen St John.

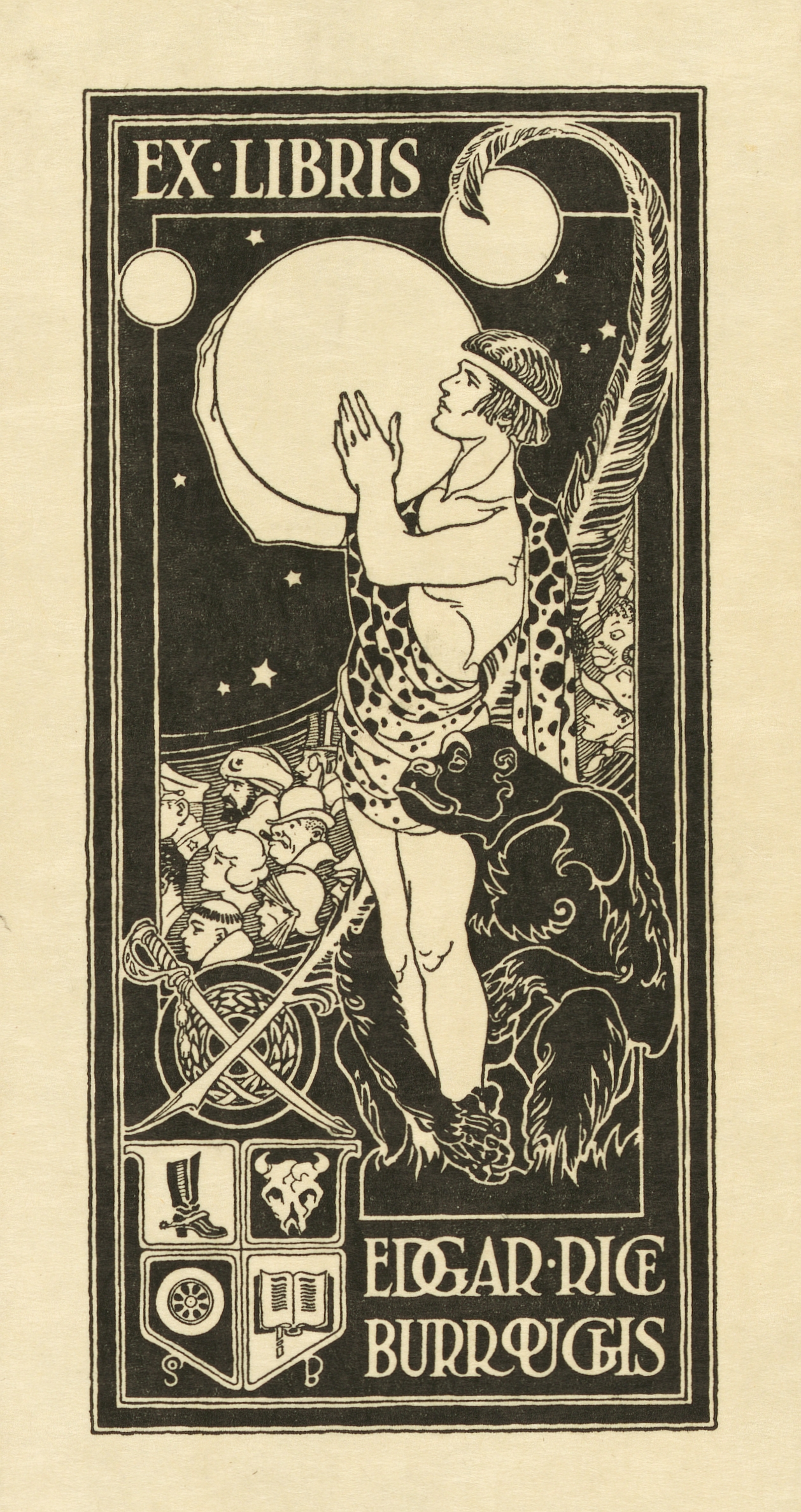
Bookplate de Edgar Rice Burroughs mostrando Tarzan segurando o Planeta Marte, cercado por outros personagens símbolos e personagens do autor.

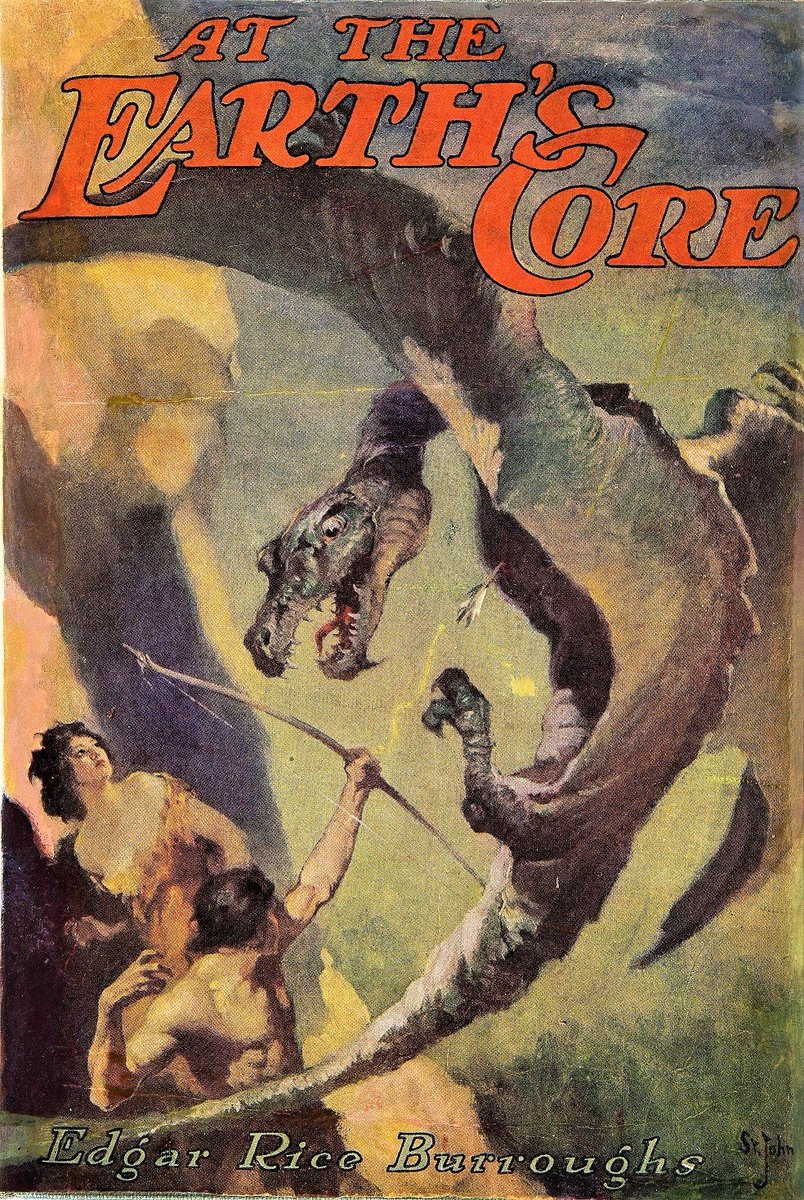
Capa de At the Earth's Core (1922), arte de J. Allen St John.

### SérieBarsoom
- A Princess of Mars (1912)
- The Gods of Mars (1914)
- The Warlord of Mars (1918)
- Thuvia, Maid of Mars (1920)
- The Chessmen of Mars (1922)
- The Master Mind of Mars (1928)
- A Fighting Man of Mars (1931)
- Swords of Mars (1936)
- Synthetic Men of Mars (1940)
- Llana of Gathol (1948)
- John Carter of Mars (1964)
  - "John Carter and the Giant of Mars" (1940) escrito pelo filho John Coleman Burroughs.
  - "Skeleton Men of Jupiter" (1942)

### SérieTarzan
- Tarzan of the Apes (1912)
- The Return of Tarzan (1913)
- The Beasts of Tarzan (1914)
- The Son of Tarzan (1914)
- Tarzan and the Jewels of Opar (1916)
- Jungle Tales of Tarzan, 1917 [1916].
- Tarzan the Untamed, 1921 [1919].
- Tarzan the Terrible (1921)
- Tarzan and the Golden Lion, 1923 [1922].
- Tarzan and the Ant Men (1924)
- Tarzan, Lord of the Jungle, 1928 [1927].
- Tarzan and the Lost Empire (1928)
- Tarzan at the Earth's Core (1929)
- Tarzan the Invincible (1930–31).
- Tarzan Triumphant (1931)
- Tarzan and the City of Gold (1932)
- Tarzan and the Lion Man, 1934 [1933].
- Tarzan and the Leopard Men (1935)
- Tarzan's Quest, 1936 [1935].
- Tarzan the Magnificent, 1937 [1936].
- Tarzan and the Forbidden City (1938)
- Tarzan and the Foreign Legion (1947)
- Tarzan and the Tarzan Twins (1963, para crianças e adolescentes)
- Tarzan and the Madman (1964)
- Tarzan and the Castaways (1965)

### SériePellucidar
- At the Earth's Core (1914)
- Pellucidar (1923)
- Tanar of Pellucidar (1928)
- Tarzan at the Earth's Core (1929)
- Back to the Stone Age (1937)
- Land of Terror (1944)
- Savage Pellucidar (1963)

### SérieVênus
- Pirates of Venus (1934)
- Lost on Venus (1935)
- Carson of Venus (1939)
- Escape on Venus (1946)
- The Wizard of Venus (1970)

### SérieCaspak
- The Land That Time Forgot (1918)
- The People That Time Forgot (1918)
- Out of Time’s Abyss (1918)

### Série Lua
- The Moon Maid (1926) (aka The Moon Men)
  - Part I: The Moon Maid
  - Part II: The Moon Men
  - Part III: The Red Hawk

### SérieMucker

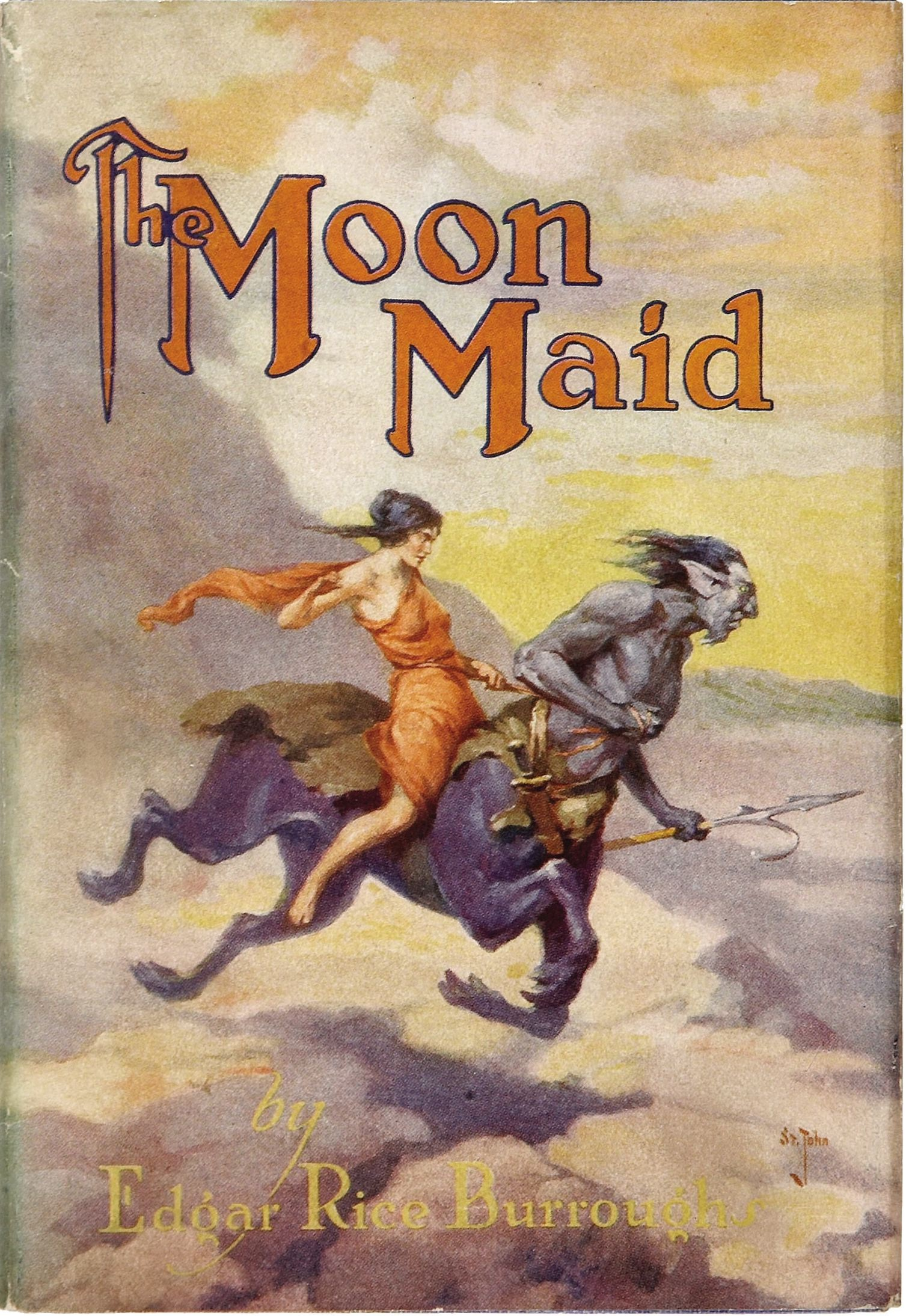
Capa da primeira edição de The Moon Maid (1926), arte de J. Allen St. John.

- The Mucker (1914)
- The Return of the Mucker (1916)
- The Oakdale Affair (1917)

### Outras séries de ficção científica
- Beyond the Farthest Star (1941)
- The Lost Continent (1916) (aka Beyond Thirty)
- The Monster Men (1929)
- The Resurrection of Jimber-Jaw (1937)

### Romances de aventuras na selva
- The Man-Eater (1915)
- The Cave Girl (1925)

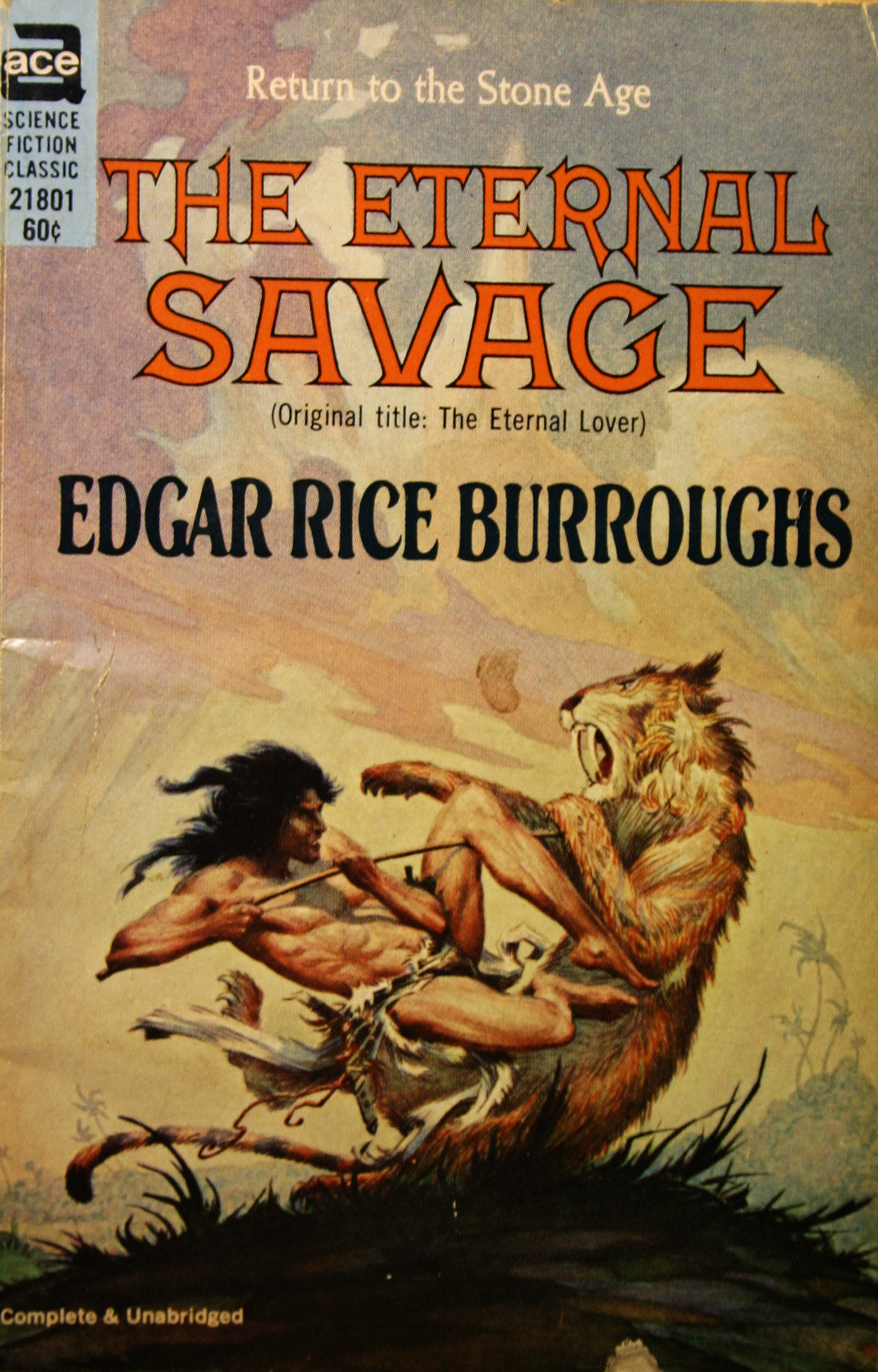
Capa de The Eternal Savage (1963), arte de Roy G. Krenkel.

- The Eternal Lover (1925) (aka The Eternal Savage)
- Jungle Girl (1932) (aka Land of the Hidden Men)
- The Lad and the Lion (1938)

### Romances de faroeste
- The Bandit of Hell's Bend (1926)
- The War Chief (1927)
- Apache Devil (1933)
- The Deputy Sheriff of Comanche County (1940)

### Romances históricos
- I am a Barbarian (1967)
- The Outlaw of Torn (1927)

### Outros trabalhos
- The Efficiency Expert (1921)
- Forgotten Tales of Love and Murder (2001)
- The Girl from Farris's (1916)
- The Girl from Hollywood (1923)
- The Mad King (1926)
- Marcia of the Doorstep (1924)
- Minidoka: 937th Earl of One Mile Series M (1998)
- Pirate Blood (1970)
- The Rider (1937)
- You Lucky Girl! (1927)